# Ectomychus yukihikoi
Ectomychus yukihikoi is een keversoort uit de familie zwamkevers (Endomychidae). De wetenschappelijke naam van de soort werd in 1995 gepubliceerd door Sasaji.